# Interwalometr

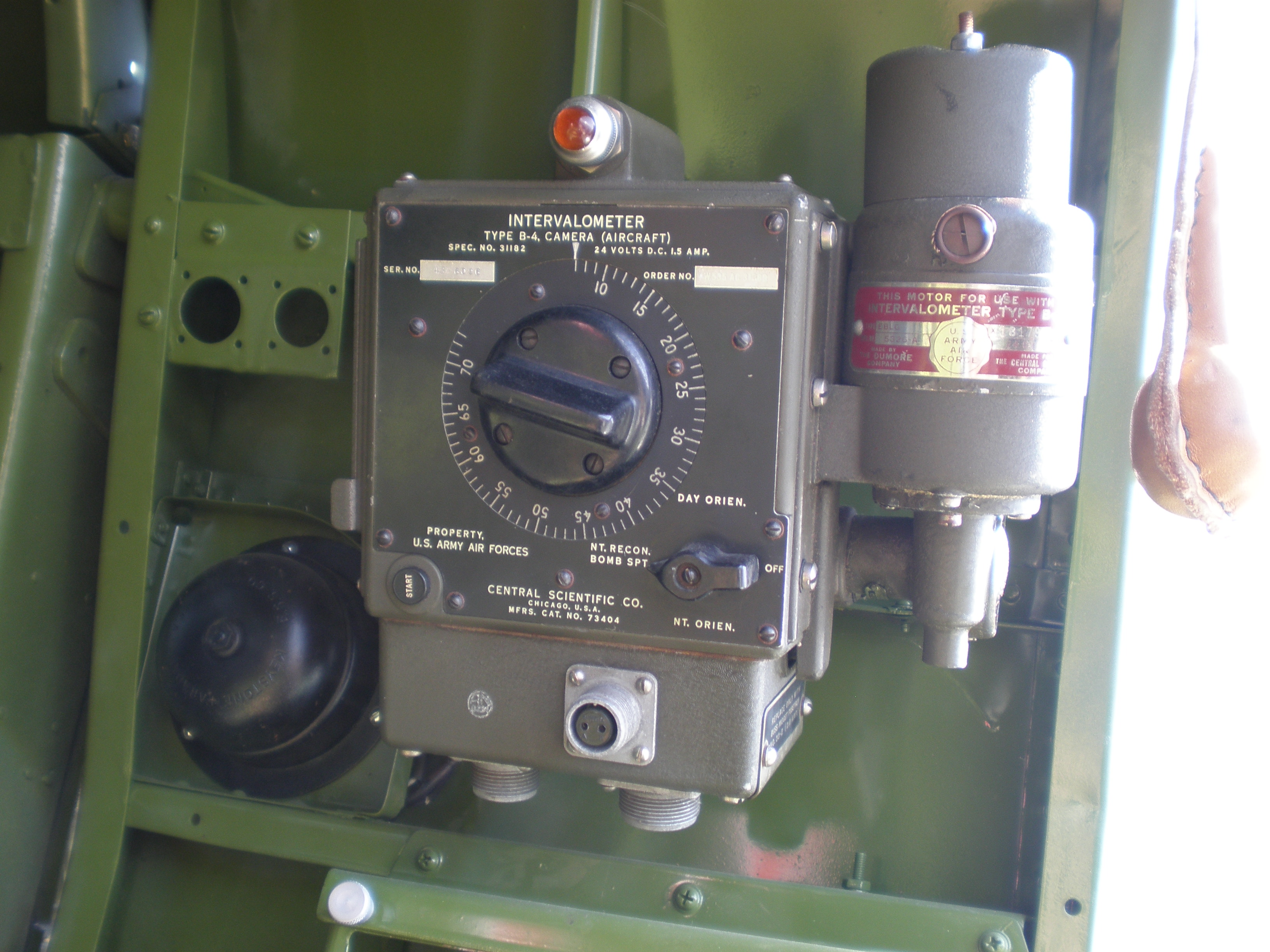
Intervalometr aparatu rozpoznawczego w samolocie Douglas A-26 Invader

Interwalometr jest urządzeniem bądź funkcją niektórych aparatów fotograficznych, pozwalającą automatycznie robić zdjęcia w określonych odstępach czasu. Interwalometru używa się często do wykonywania filmów poklatkowych, zdjęć lotniczych lub archiwizacji zdarzeń rozciągniętych w czasie (np rozrostu kultury bakterii, wzrost roślin).